# Peter Barkworth
Peter Wynn Barkworth (Margate, Inglaterra, 14 de enero de 1929 – Londres, Inglaterra, 21 de octubre de 2006) fue un actor británico.

## Biografía
Nacido en Margate (Inglaterra), su familia se mudó siendo él niño a Bramhall. Allí estudió en la Stockport School y aunque su director quería que fuera a la universidad, Barkworth decidió ser actor. En 1946 ganó una beca para estudiar en la Royal Academy of Dramatic Art. Los siguientes años los dedicó al teatro de repertorio en Folkestone, trabajando con la compañía de Arthur Brough, así como en Sheffield. Desde mediados de la década de 1950 a los primeros años de la de 1960 enseñó interpretación en la Royal Academy of Dramatic Art.
A lo largo de cuatro décadas hizo interpretaciones tanto en el cine como en la televisión. Su actuación más conocida es quizás la que hizo para la serie televisiva Telford's Change (1979), vista semanalmente por siete millones de espectadores, y en la que interpretaba a Mark Telford. En la misma trabajaba junto a Hannah Gordon y Keith Barron. 
Ganador de un Premio BAFTA por sus papeles en Professional Foul y The Country Party (ambas de 1977), Barkworth trabajó también con regularidad en el drama de 1965 The Power Game. A finales de los años sesenta actuó en la serie dramática ambientada en la Segunda Guerra Mundial Manhunt, en la cadena LWT, así como en varios episodios de Los Vengadores. También tuvo un papel en el serial The Ice Warriors, perteneciente al programa Doctor Who. 
De vuelta al teatro, Barkworth actuó en numerosas obras en el ambiente del West End londinense, destacando su interpretación en la obra de Royce Ryton Crown Matrimonial, representada en 1972 en el Teatro Haymarket, repitiendo su actuación dos años más tarde en la TV. También hizo un show interpretado únicamente por él y basado en el trabajo de Siegfried Sassoon.
Su carrera cinematográfica se inició en 1951 con A Touch of Larceny. Posteriormente tuvo papeles en El desafío de las Águilas (1968), Patton (1970) y International Velvet (1978). Su última actuación tuvo lugar en el film Wilde en 1997, retirándose tras el mismo. 
A lo largo de 16 años en las décadas de 1980 y 1990, Barkworth fue miembro del Consejo de la Royal Academy of Dramatic Art. Su libro About Acting es a menudo lectura recomendada para los estudiantes y actores profesionales. Además, también editó el libro For All Occasions: A Selection of Poems, Prose and Party Pieces (1997). 
Aunque vivió durante muchos años en Hampstead, Peter Barkworth falleció en Londres en 2006 a causa de una neumonía 10 días después de haber sufrido un accidente cerebrovascular.